# Porto Rico aux Jeux olympiques d'hiver de 2018
Porto Rico participe aux Jeux olympiques d'hiver de 2018 à Pyeongchang en Corée du Sud du 9 au 25 février 2018. Il s'agit de sa septième participation à des Jeux d'hiver.
C'est aussi un retour depuis Salt Lake 2002. En 2010 et 2014, la skieuse portoricaine Kristina Krone avait atteint les quotas de qualification mais le comité national n'avait accordé aucune accréditation. En décembre 2017, le comité accorde au skieur Charles Flaherty le droit de représenter l’île bien qu'il soit né dans la partie continentale des États-Unis ; le fait qu'il ait résidé à Porto Rico depuis 2009 lui a en effet permis de concourir pour le territoire portoricain.

## Ski alpin
| Athlète          | Épreuves     | Manche 1 | Manche 1 | Manche 2 | Manche 2 | Total | Total |
| Athlète          | Épreuves     | Temps    | Rang     | Temps    | Rang     | Temps | Rang  |
| ---------------- | ------------ | -------- | -------- | -------- | -------- | ----- | ----- |
| Charles Flaherty | Slalom       |          |          |          |          |       |       |
| Charles Flaherty | Slalom géant |          |          |          |          |       |       |